# Cantonul Tain-l'Hermitage
Cantonul Tain-l'Hermitage este un canton din arondismentul Valence, departamentul Drôme, regiunea Rhône-Alpes, Franța.

## Comune
- Beaumont-Monteux
- Chanos-Curson
- Chantemerle-les-Blés
- Crozes-Hermitage
- Érôme
- Gervans
- Granges-les-Beaumont
- Larnage
- La Roche-de-Glun
- Mercurol
- Pont-de-l'Isère
- Serves-sur-Rhône
- Tain-l'Hermitage (reședință)
- Veaunes